# Cryptocentrus octofasciatus
Cryptocentrus octofasciatus is een straalvinnige vissensoort uit de familie van grondels (Gobiidae). De wetenschappelijke naam van de soort is voor het eerst geldig gepubliceerd in 1908 door Charles Tate Regan. De soort werd aangetroffen bij Diego Garcia in de Chagosarchipel tijdens de Percy Sladen Trust Expedition naar de Indische Oceaan in 1905.